# Рискованный бизнес
«Рискованный бизнес» или «Опасное дело» (англ. Risky Business) — американская молодёжная кинокомедия, снятая в 1983 году дебютантом Полом Брикманом. В главной роли снялся Том Круз, которого этот фильм сделал звездой первой величины. Роль в фильме Брикмана продолжает считаться одной из вершин его актёрской карьеры.

## Сюжет
Джоэл Гудсон — старшеклассник, живущий с родителями в эксклюзивном квартале Чикаго на берегу озера Мичиган. Днём его жизнь полна забот о том, чтобы не разочаровать родителей и поступить в один из университетов престижной «лиги плюща», а по вечерам он фантазирует о сексе.
Когда родители уезжают из дома на отдых, один из приятелей устраивает для Джоэла рандеву с гламурной проституткой по имени Лана. На следующий день обоих приятелей и Лану по улицам Чикаго преследует чокнутый «сутенёр-убийца» Гвидо. С каждым часом проблемы Джоэла нарастают.
К концу фильма Джоэл, проявивший задатки подлинного капиталиста и окончательно растерявший при этом свою былую невинность, самодовольно констатирует, что за несколько часов смог заработать $8000, устроив в родительском доме настоящий бордель.

## В ролях
- Том Круз — Джоэл Гудсон
- Ребекка Де Морнэй — Лана
- Джо Пантолиано — Гвидо
- Ричард Мазур — Резерфорд
- Бронсон Пинчот — Барри
- Кёртис Армстронг — Майлс
- Николас Прайор — отец Джоэла
- Джанет Кэрролл — мать Джоэла
- Шира Дениз — Вики
- Рафаэль Сбардж — Глен
- Энн Локхарт — няня
- Ферн Персонс — преподавательница лаборатории

## Критика
Рецензенты обращали внимание, что проституция в фильме рассматривается как одна из форм предпринимательства, и это покоробило многих. В Variety написали, что «фильм производит впечатление одобрения неутешительного итога: важнее всего на свете — „срубить кучу бабла“». По мнению Дэвида Денби (New Yorker), «всё это представлено без тени критики или иронии — как торжество свободы предпринимательства». «Да здравствуют богатство, успех, статус и лучшее тело, какое можно купить», — подвёл итог фильма Эндрю Саррис. Кое-кто и вовсе отмёл фильм в сторону, как тонкий пример «сексплуатации».
В то же время Кристофер Конолли назвал фильм Брикмана «Беспечным ездоком» для поколения MTV". В справочнике Time Out фильм сравнивают с не менее легендарным «Выпускником» 1967 года. С высоты XXI века в нём можно видеть первую ласточку кино о молодёжи, которая безуспешно пытается вырваться из затхлой жизни в американских пригородах рейгановской эпохи («Конфискатор», «Более странно, чем в раю»). Дэйв Кер воспринял «Рискованный бизнес» как признак того, что возвращаются времена Дугласа Сирка, когда голливудское кино для широких масс могло быть поистине художественным и оригинальным.

## Тема утраты невинности
В фильме отчётливо звучит тема утраты невинности при вступлении во взрослую жизнь. По мнению Дэйва Кера, от поверхностных критиков укрылось главное отличие фильма от других молодёжных комедий — аура полусонного томления, на которую работают виртуозная в своей подвижности камера и обилие в кадре дымки, туманов. Как отмечает киновед, комические ситуации у Брикмана доведены до абсурда с сюрреалистическим налётом, а едкая сатира  приправлена зыбкой романтической мечтательностью.

Хрустальное яйцо — дорогая безделушка, олицетворяющая материальное вознаграждение, которое Джоэл вправе ожидать в случае следования по жизненному пути, предписанному родителями. Расколоть яйцо — означает разбить семью и будущее, иными словами — обрести свободу. Что-то отмирает в Джоэле, когда он надевает чёрные очки, — этот жест превращает его в постоянного обитателя ночного мира, и к тому же в старика. Мы понимаем, что Джоэл вырос.— Дэйв Кер
Критики отмечают и другую особенность «Рискованного бизнеса». Порицание продажности и капитализма идёт рука об руку с прославлением капиталистических ценностей (Дж. Розенбаум). По характеристике Кера, главный герой всё время колеблется между Оно и Супер-Эго, доступными удовольствиями и обещанием блестящего будущего, между «жаром плоти и холодком монет».

## Звуковая дорожка
С первых кадров ритм фильма задаёт электронная музыка в духе «новой волны» 1980-х. Основная часть саундтрека написана командой Tangerine Dream. В одной из ключевых сцен фильма звучит мелодия Фила Коллинза In the Air Tonight.

### Комментарии
1. ↑  Дэйв Кер выделяет актёрскую работу Круза как «по всей видимости, единственное убедительное изображение восемнадцатилетнего в фильмах подобного жанра».
2. ↑  Этим надеждам было не суждено сбыться и многообещающий Пол Брикман довольно скоро завязал с режиссурой.